# The Gingerbread Man
The Gingerbread Man is een Amerikaanse thriller uit 1998 onder regie van Robert Altman.

## Verhaal
De advocaat Rick Magruder heeft een avontuurtje met Mallory Doss. Hij wordt al gauw verliefd op haar. Als Magruder erachter komt dat Mallory wordt geterroriseerd door haar vader, roept hij zijn confraters te hulp om hem voor het gerecht te slepen. De vader van Mallory belandt in het gesticht, maar hij kan ontsnappen en hij heeft kwaad in de zin.

## Rolverdeling
| Acteur            | Personage        |
| ----------------- | ---------------- |
| Kenneth Branagh   | Rick Magruder    |
| Embeth Davidtz    | Mallory Doss     |
| Robert Downey jr. | Clyde Pell       |
| Daryl Hannah      | Lois Harlan      |
| Tom Berenger      | Pete Randle      |
| Famke Janssen     | Leeanna Magruder |
| Mae Whitman       | Libby Magruder   |
| Jesse James       | Jeff Magruder    |
| Robert Duvall     | Dixon Doss       |
| Clyde Hayes       | Carl Alden       |
| Troy Byer         | Konnie Dugan     |
| Julia Ryder Perce | Cassandra        |
| Danny Darst       | Sheriff Hope     |
| Sonny Seiler      | Phillip Dunson   |
| Walter Hartridge  | Edmund Hess      |